# Albu (village)
Pour les articles homonymes, voir Albu.
Albu (autrefois Alp) est un village estonien appartenant à la commune d'Albu dans le Järvamaa (autrefois district de Jerwen). Il est connu pour son manoir du XVIIIe siècle, aujourd'hui établissement d'enseignement primaire et secondaire. Albu compte 410 habitants[Quand ?].

## Géographie
Le village se trouve à 70 km de Tallin, 28 km de Paide et 30 km de Tapa.

## Histoire
Le village a été fondé en 1282 sous le nom d'Alp par les chevaliers Porte-Glaive en tant que commanderie du bailli de Weißenstein (aujourd'hui: Paide). Il y fondent un paroisse dédiée à saint Matthieu. Le domaine est passé ensuite à plusieurs familles successives de la noblesse suédoise et germano-balte.

## Architecture
- Manoir d'Alp